# 臨津江
臨津江（りんしんこう、イムジンガン / リムジンガン、朝: 임진강、림진강）は、朝鮮半島中部の山岳部に源を発して黄海に注ぐ川。全長273キロメートル、流域面積8,138平方キロメートル。

## 地理

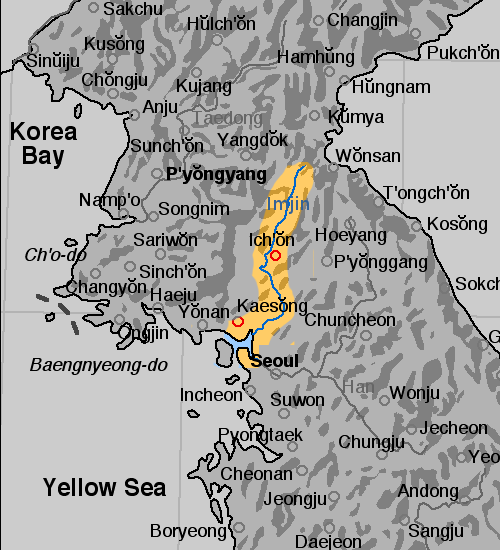
臨津江流域図

源流は朝鮮民主主義人民共和国（北朝鮮）の江原道法洞郡で、平安南道との境界に伸びる阿虎飛嶺山脈の最高峰、頭流山から流れ下っている。東の馬息嶺山脈と西の阿虎飛嶺山脈に挟まれた江原道西部の谷間（楸哥嶺地溝帯）を、法洞郡・板橋郡・伊川郡・鉄原郡（旧安峡郡）とまっすぐ南西に向かう。

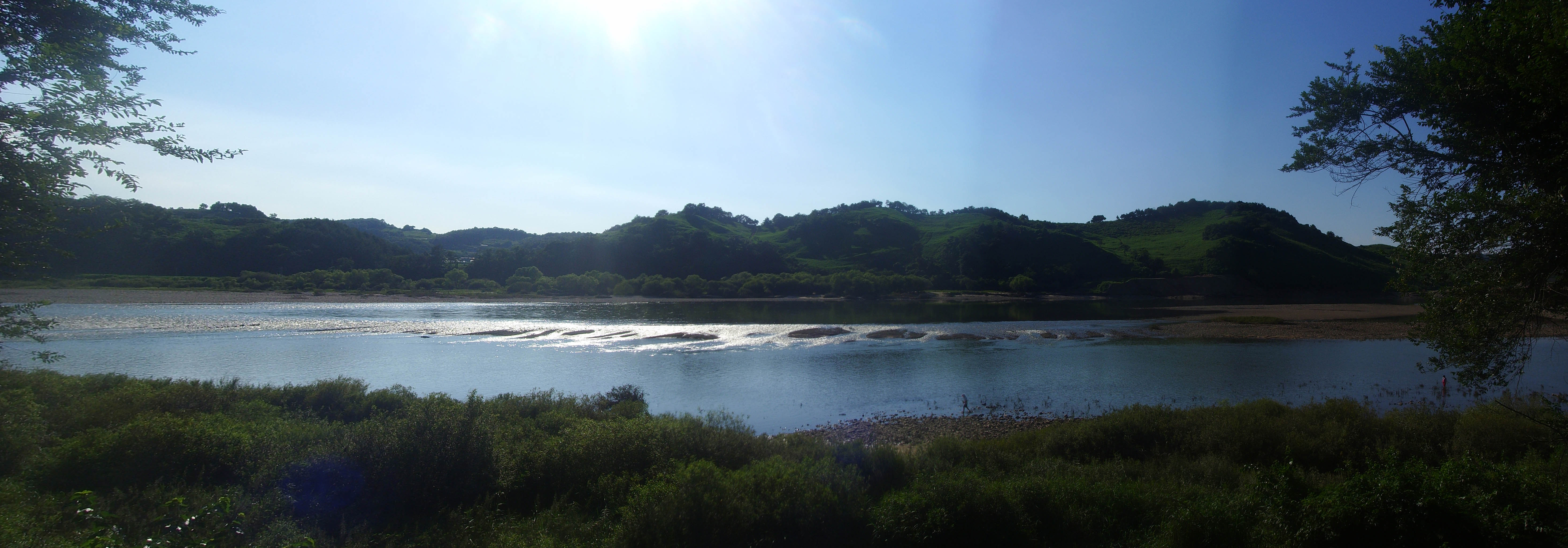
漣川郡を流れる臨津江

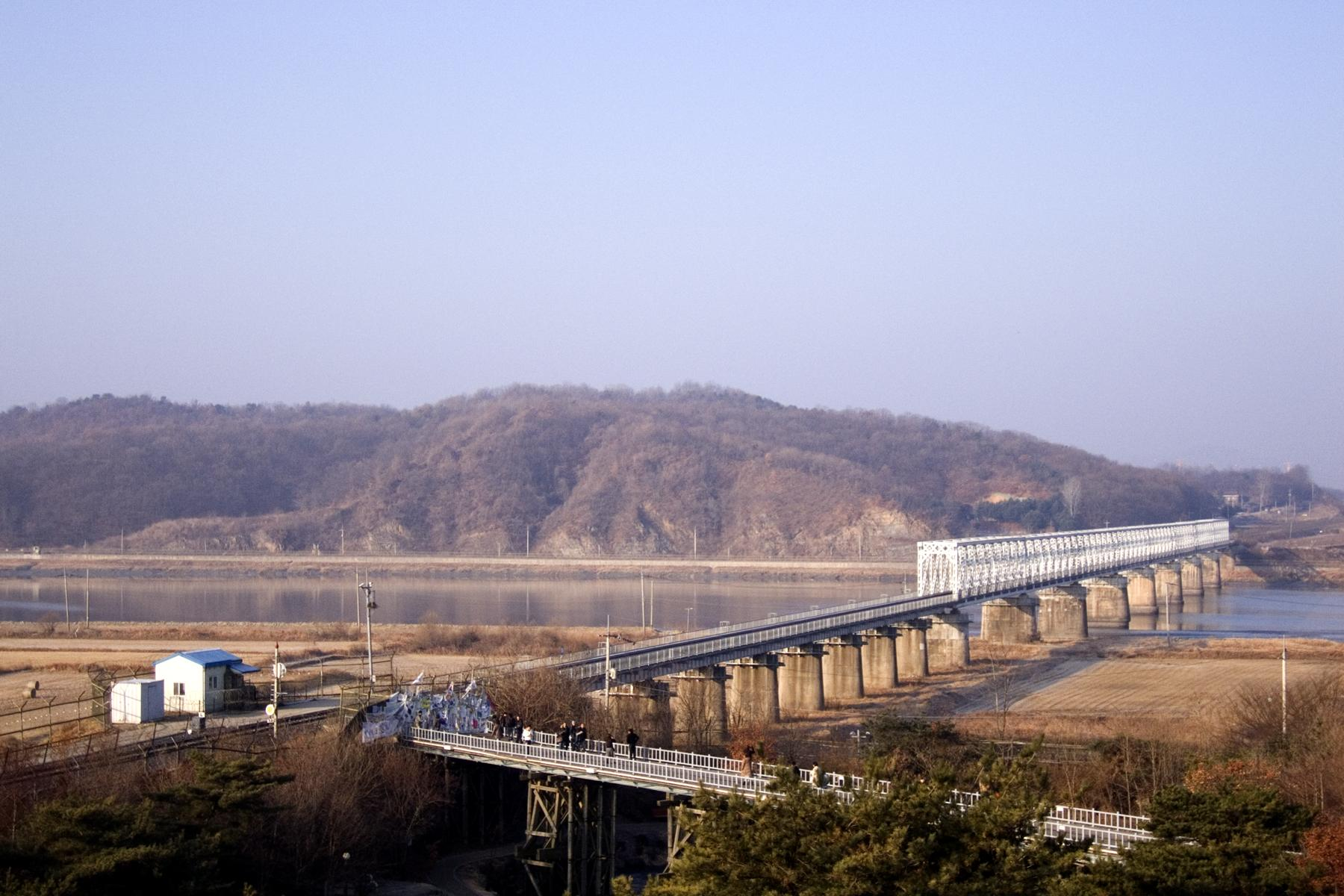
冬の臨津江。都羅山駅に向かう京義線の臨津江鉄橋（自由の橋）が架かる

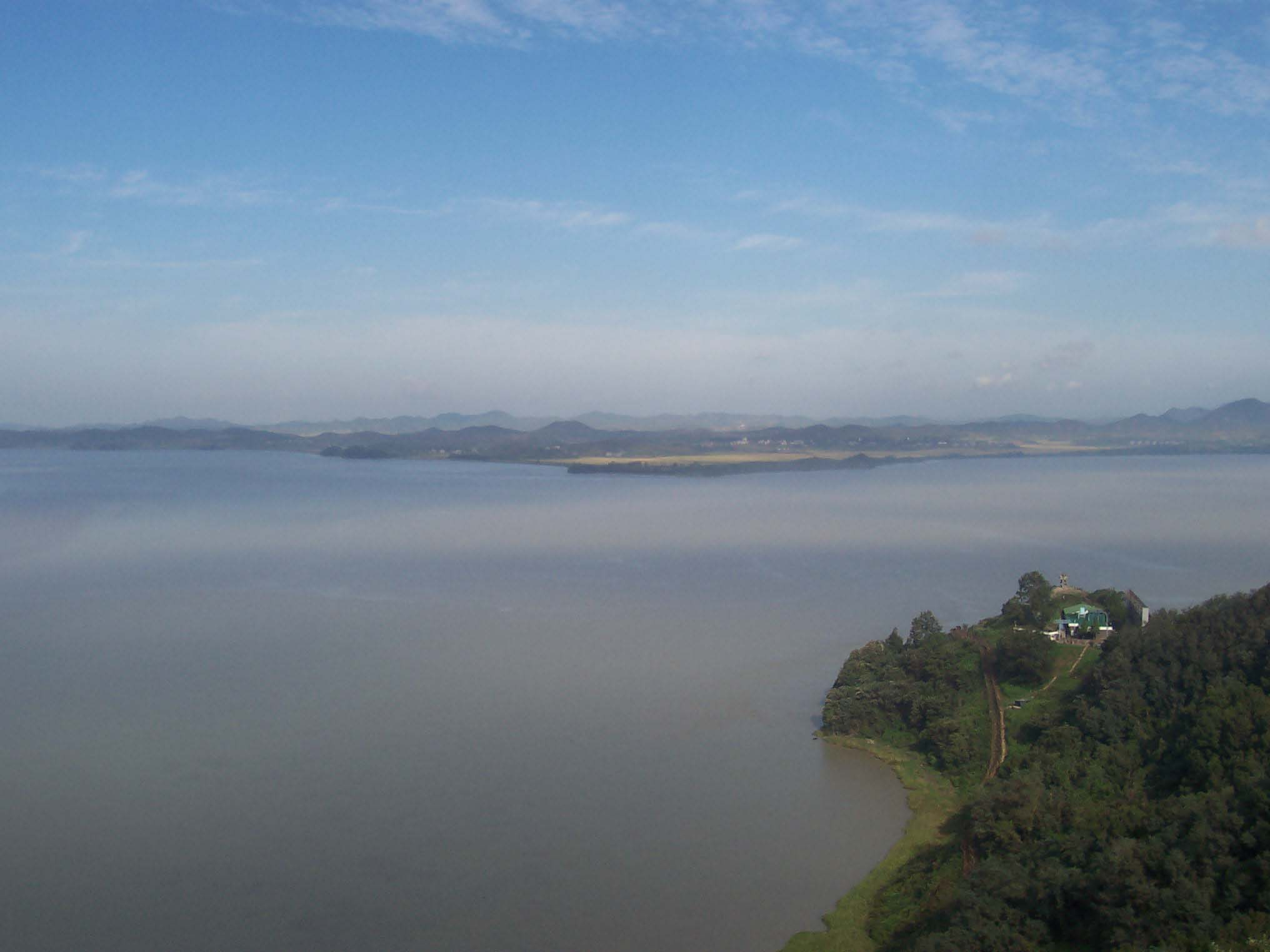
臨津江と漢江の合流点

軍事境界線を越えると、北朝鮮の江原道から大韓民国京畿道の漣川郡に入り、江原道平康郡・鉄原郡から流れてきた大きな支流である漢灘江と合流する。2019年、流域は漣川郡の郡域と共にユネスコの生物圏保護区に指定された。
坡州市でソウルから板門店に向かう統一大橋、かつてソウルから新義州を結んでいた京義線の臨津江鉄橋（自由の橋）が架けられている。臨津江の北岸は民間人出入統制区域となっており、許可を受けた住民や観光客以外は立ち入れない。坡州市の南で漢江と合流し、川幅が広がる。
河口には江華島がある。高麗時代、元の軍隊に脅かされた高麗が都を開城から江華島に移した。元の騎馬部隊は、川幅800メートルの臨津江を渡ることが出来なかった。

## 南北の境界
韓国と北朝鮮の軍事境界線に近いことから、南北分断の悲劇を語る舞台として登場する。この名を冠した楽曲「イムジン河」や、報道誌『臨津江』も存在する。
北朝鮮の方が上流にあるため、北朝鮮側のダム操作によって韓国側が洪水や水不足に陥るのではという指摘があり、実際に1996年、1998年、1999年には洪水が発生している。こうした事態に対応するため韓国側では郡南ダムの建設を進めていたが、2009年9月6日に北朝鮮による黄江ダムの無断放流によって河畔でキャンプをしていた6人が増水で流されて全員が死亡する事故が発生。その後、北朝鮮による公式謝罪と放流の事前通知に関しての取り決めがなされた。
韓国は、北朝鮮のダムが建設されるたびに抗議をしているが、北朝鮮は応じず、一方的にダムを建設しているとされる。